# Judah Katz
Judah Katz (nacido el 23 de junio de 1960) es un actor canadiense nacido en Montreal, Quebec. Ha trabajado en Toronto y Los Ángeles durante más de 30 años, apareciendo tanto en series de televisión como en películas.
Al ganar un premio ACTRA (ahora llamado Premio Gemini ) por su primera incursión frente a una cámara en 1983 como "mejor actor nuevo en la televisión canadiense", también recibió un Gemini por "mejor actor de reparto" por su papel de Alan Eagleson en la miniserie CBC Canadá Rusia '72 .
Katz estudió actuación durante dos años en Vanier College , tres años en la Dome Professional Theatre School, Banff School of Fine Arts , el "doctor de voz" Robert Easton de Los Ángeles, y desde 1992 con el reconocido entrenador y profesor de actuación de cine y televisión David Rotenberg.

## Filmografía
| Año  | Título                  | Rol                           | Notas                               |
| ---- | ----------------------- | ----------------------------- | ----------------------------------- |
| 1985 | Movers & Shakers        | Freddie                       |                                     |
| 1988 | Switching Channels      | Tillinger Sound Man           |                                     |
| 1995 | Moonlight and Valentino | Marc                          |                                     |
| 1996 | Crash                   | Salesman                      |                                     |
| 1996 | The Long Kiss Goodnight | Harry (Perkin's Aide)         |                                     |
| 1996 | Goosebumps              | Dr. Brewer/Dr. Brewer's Clone | 1 episode, Stay Out of the Basement |
| 2001 | XChange                 | Lister                        |                                     |
| 2003 | Owning Mahowny          | Broker                        |                                     |
| 2003 | Spinning Boris          | Michael Kramer                |                                     |
| 2005 | Cinderella Man          | Reporter #4                   |                                     |
| 2010 | Casino Jack             | Abbe Lowell                   |                                     |
| 2011 | Breakaway               | Smitty                        |                                     |
| 2012 | Blood Pressure          | Mike Trestman                 |                                     |
| 2014 | Dr. Cabbie              | James Whilcher                |                                     |
| 2015 | Gridlocked              | Bill                          |                                     |
| 2017 | High-Rise Rescue        | Clay Pellington               |                                     |

### Televisión
| Año  | Título                     | Rol          | Notas |
| ---- | -------------------------- | ------------ | ----- |
| 2020 | Mayday: Catastrofes Aéreas | Investigador |       |